# 瑞典表演藝術博物館
59°20′01″N 18°04′42″E / 59.33351°N 18.07820°E
瑞典表演藝術博物館（Scenkonstmuseet）是瑞典首都斯德哥爾摩的一座博物館。博物館成立於2010年。在2010年至2014年期間，這座博物館名為音樂和戲劇博物館。瑞典表演藝術博物館專門展示有關舞蹈、音樂、戲劇的展示品。博物館展示了至少6,000件樂器。

## 外部連結
- Official website （页面存档备份，存于）